# Гаврюшенко Анатолій Якович
Анатолій Якович Гаврюшенко (нар. 3 жовтня 1928, м. Луганськ — пом. 29 серпня 2011, м. Рівне) — український актор. Народний артист УРСР (1989).

## Життєпис

### Освіта
Закінчив Харківський театральний інститут (1951).

### Сім'я
Був одружений з актрисою і режисером Атталією Гаврюшенко.
До шлюбу з Атталією Капустіною (у шлюбі — Атталія Гаврюшенко), Анатолій Якович був одружений з Євгенією Комаровою. У цьому шлюбі народився син В’ячеслав (20 січня 1953 — листопад 2001), який також був актором.

## Творчість
Працював актором в Тернопільському (1951—1958), Львівському (м. Дрогобич, 1958–1959) музично-драматичних театрах, Коломийському драматичному театрі (Івано-Фр. обл., 1960–1962), Сумському ім. М. Щепкіна (1962–1963), Рівненському (від 1966) українських музично-драматичних театрах.
Про театр Анатолій Якович так сказав в одному з інтерв'ю:
|  | «Взагалі, те, що я відбувся як актор, — заслуга моїх колег, режисерів. Театр — це велика родина, актори навіть не можуть сказати, з ким вони більше проводять часу — зі справжньою родиною чи з театральною. Треба розуміти, що театр — це не робота біля верстата від восьмої до п'ятої. Хоча офіційно актори мають нормований робочий день, насправді такого немає. Творча робота завжди потребує мобілізації всіх сил у будь-який час. Актор виходить із дому — готується до вистави, входить у театр — вже готовий до гри. Кажуть, що актори в театрі не працюють, вони там служать, а це — вища форма нашої діяльності». |

### Ролі
Театр
- Кайдаш — «Кайдашева сім'я» І. Нечуя-Левицького,
- Полоній — «Гамлет» В. Шекспіра,
- Каас — «Тіль» Г. Горіна,
- Командор — «Камінний господар» Лесі Українки,
- Війт — «Украдене щастя» І. Франка,
- князь Острозький — «Гальшка Острозька» О. Огоновського,
- Мультик — «Вечір» О. Дударєва,
- Фірс — «Вишневий сад» А. Чехова,
- Василь — «Лимерівна» Панаса Мирного,
- Майор — «Дами і гусари» О. Фредро,
- Кавалькадос — «Поцілунок Чаніти» Ю. Мілюткіна,
- Карл Моор — «Розбійники» Ф. Шіллера,
- Серебряков — «Дядя Ваня» А. Чехова,
- Прокіп Сірко — «За двома зайцями» Михайла Старицького,
- Дядько Лев — («Лісова пісня» Лесі Українки та інші.

Кіно
- Еріх Кох — «Загін спеціального призначення»
- «Іванна»,
- «Акваланги на дні»

## Увічнення пам′яті
У січні 2024 року у Рівному відкрили пам’ятний знак (меморіальну дошку) на честь подружжя Атталії та Анатолія Гаврюшенків (автор Микола Сівак).